# Werchnjaja Pyschma
Werchnjaja Pyschma (russisch Верхняя Пышма) ist eine Stadt in der Oblast Swerdlowsk (Russland) mit 59.749 Einwohnern (Stand 14. Oktober 2010).

## Geografie
Die Stadt liegt am Ostrand des Mittleren Ural etwa 15 km nördlich der Oblasthauptstadt Jekaterinburg am Oberlauf der Pyschma, einem rechten Nebenfluss der Tura.
Die Stadt ist der Oblast administrativ direkt unterstellt. Der Stadt Werchnjaja Pyschma ist die westliche Nachbarstadt Sredneuralsk unterstellt.

## Geschichte
Werchnjaja Pyschma entstand an Stelle des 1660 gegründeten Dorfes Pyschminskoje. 1854 wurde hier die Kupfererzlagerstätte Pyschminsko-Kljutschewoje. Im Zusammenhang mit der Abteufung eines ersten Schachtes 1856 entstand die Bergarbeitersiedlung Medny Rudnik (russisch für Kupferbergwerk), welche 1946 unter dem heutigen Namen (russisch für Obere Pyschma)  Stadtrecht erhielt.

### Bevölkerungsentwicklung
| Jahr | Einwohner |
| ---- | --------- |
| 1939 | 12.976    |
| 1959 | 30.331    |
| 1970 | 37.798    |
| 1979 | 42.698    |
| 1989 | 53.102    |
| 2002 | 58.016    |
| 2010 | 59.749    |

Anmerkung: Volkszählungsdaten

## Kultur und Sehenswürdigkeiten

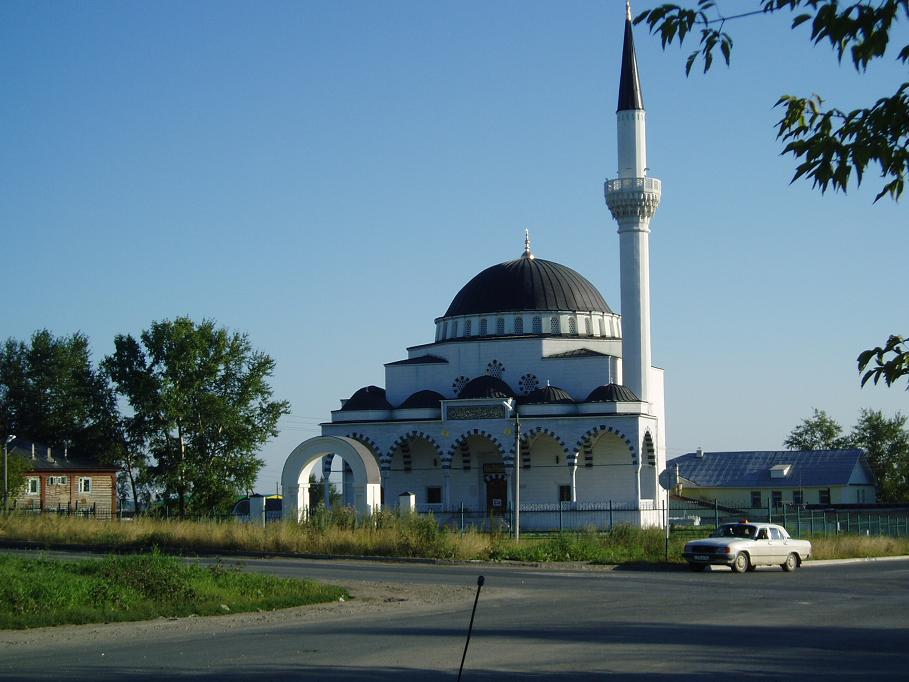
Moschee in Werchnjaja Pyschma

In Werchnjaja Pyschma wurden in den letzten Jahren mit Unterstützung der hier ansässigen Bergbauunternehmen die russisch-orthodoxe Mariä-Entschlafens-Kathedrale (Uspenski-Kathedrale) und die Ismail-Al-Buchari-Moschee sowie ein Sportpalast und eine Schwimmhalle errichtet. Eine Eissporthalle und Gebäude für eine Filiale der Staatlichen Technischen Universität des Uralgebiets (Jekaterinburg) befinden sich im Bau (Stand 2007). Seit 1989 besitzt die Stadt ein historisches Museum, das auf Metallurgie und Bergbau spezialisiert ist. Im Jahr 2005 eröffnete das Militärmuseum Kampfesruhm des Urals (Bojewaja slawa Urala), das zu den größten seiner Art in Russland gehört. Die Sammlung umfasst Militärausrüstung, dreidimensionale Modelle von Waffen sowie Auszeichnungen und Abzeichen.

## Wirtschaft
Werchnjaja Pyschma ist ein bedeutendes Zentrum der metallurgischen und chemischen Industrie.
Während des Zweiten Weltkrieges wurden in der Stadt Geschütze hergestellt.
In der Stadt hat u. a. eines der großen Bergbauunternehmen Russlands, die Uralskaja Gorno-Metallurgitscheskaja Kompanija (UGMK, auch englisch Ural Mining and Metallurgical Company, UMMC; landesweit über 100.000 Beschäftigte) seinen Stammsitz. Das dem Konzern gehörende Werk Uralelektromed in Werchnjaja Pyschma produziert Kupfer, Nickel, Blei, Messing, Bronze, Gold und Silber.
Seit 2006 besteht der Lokomotivhersteller Ural Lokomotiven.

## Wappen
Das Wappen wurde zusammen mit der Flagge im Dezember 2001 vom Gemeindeparlament beschlossen.
Blasonierung: In azurblauem Feld auf goldenem Dreiberg ein silberner schreitender Greif mit goldenem Schnabel und Augen, der in der rechten Vorderpfote einen goldenen Spiegel der Venus hält.
Die blaue Farbe ist ein Zeichen der Würde und der friedlichen Arbeit der Einwohner der Gemeinde.
Der goldene Dreiberg weist auf die Ressourcen des Uralgebirges hin, die der Grund für die Entwicklung dieses Territoriums und die Grundlage für das Wohlergehen seiner Bewohner wurden.
Der Greif ist der Hüter der Schätze. Die von der Figur abweichende Augen- und Schnabelfarbe dient als Hinweis auf die Geistesstärke und eine aktive Lebensposition – die Bereitschaft, seine Interessen und Prinzipien zu verteidigen.
Der „Spiegel der Venus“ ist das traditionelle Symbol des Kupfers, mit dessen Gewinnung und Verarbeitung sowohl die langdauernde als auch die moderne Geschichte der Gemeinde eng verbunden sind.

## Söhne und Töchter der Stadt
- Klawdija Bojarskich (1939–2009), Skilangläuferin
- Erich Grün (1915–2009), deutscher Maler und Grafiker
- Artur Jerschow (* 1990), Bahnradfahrer
- Oleg Kulkow (* 1978), Marathonläufer
- Alexei Zatewitsch (1989–2024), Radrennfahrer